# Eryx miliaris
Eryx miliaris là một loài rắn trong họ Boidae. Loài này được Pallas mô tả khoa học đầu tiên năm 1773.